# 2А28
2А28 «Гром» — советское гладкоствольное орудие-пусковая установка. Разработано в Тульском ЦКИБ СОО под руководством Силина В.И., до принятия на вооружение носило внутреннее обозначение ТКБ-04.

## Описание конструкции
Основным предназначением орудия 2А28 является борьба с такими объектами как: танки, самоходные установки и другая бронированная техника. Также орудие может использоваться для подавления живой силы противника, укрытой в лёгких полевых укреплениях или в сооружениях из кирпича.
Орудие 2А28 гладкоствольное. Для предотвращения отката используются гидравлические противооткатные устройства концентрического типа. Запирание и отпирание канала ствола — клиновое. Автоматика орудия работает на принципе отдачи ствола. В конце наката происходит выбрасывание стреляной гильзы из каморы орудия. При выходе из строя полуавтоматики в орудии предусмотрен режим ручного заряжания. Для выстрела из орудия воспламенение электрокапсюля выстрела происходит от бортовой сети боевой машины. Предусмотрено также использование дополнительного источника питания в виде генератора-дублёра.
Ствол орудия 2А28 — моноблок. Ствол ввинчен в казённик, в котором установлен клиновой затвор. Для удержания затвора в открытом положении и извлечения из каморы стрелянных гильз в казённике установлены выбрасыватели. При этом гильзы с помощью отсекателя направляются в специальный гильзосборник. Для осуществления отката орудия во время выстрела и последующего наката откатных частей на 2А28 установлен гидронакатник. Гидронакатник состоит из двух цилиндров между которыми проталкивается жидкость с помощью специального поршня.
В номенклатуру боеприпасов входят выстрелы ПГ-15В (индекс ГРАУ — 7П3) и выстрелы ОГ-15В (индекс ГРАУ — 7П5). Выстрелы ПГ-15В состоят из двух частей: гранаты с кумулятивным зарядом и порохового заряда. С помощью порохового заряда граната выстреливается из орудия со скоростью 400 м/с, затем включается двигатель гранаты, который разгоняет её до 665 м/с. При столкновении с целью граната пробивает броню направленной кумулятивной струёй. При высоте цели 2 метра дальность прямого выстрела гранатой ПГ-9 составляет 765 метров, а максимальная дальность 1300 метров. Для борьбы с пехотой противника используется осколочно-фугасный выстрел ОГ-15В с максимальной дальностью 4400 метров.

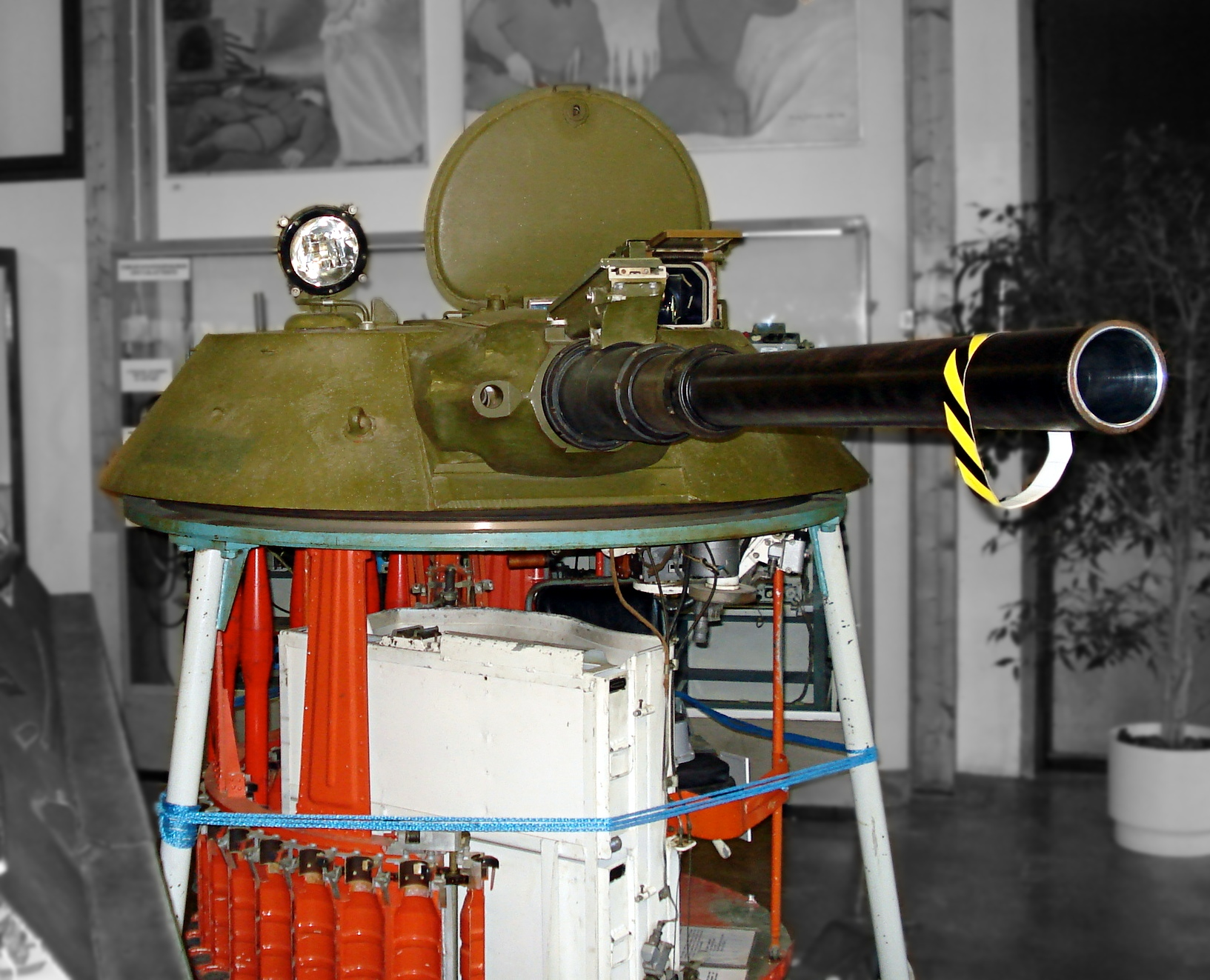
Учебная башня 2А28 в танковом музее города Парола.
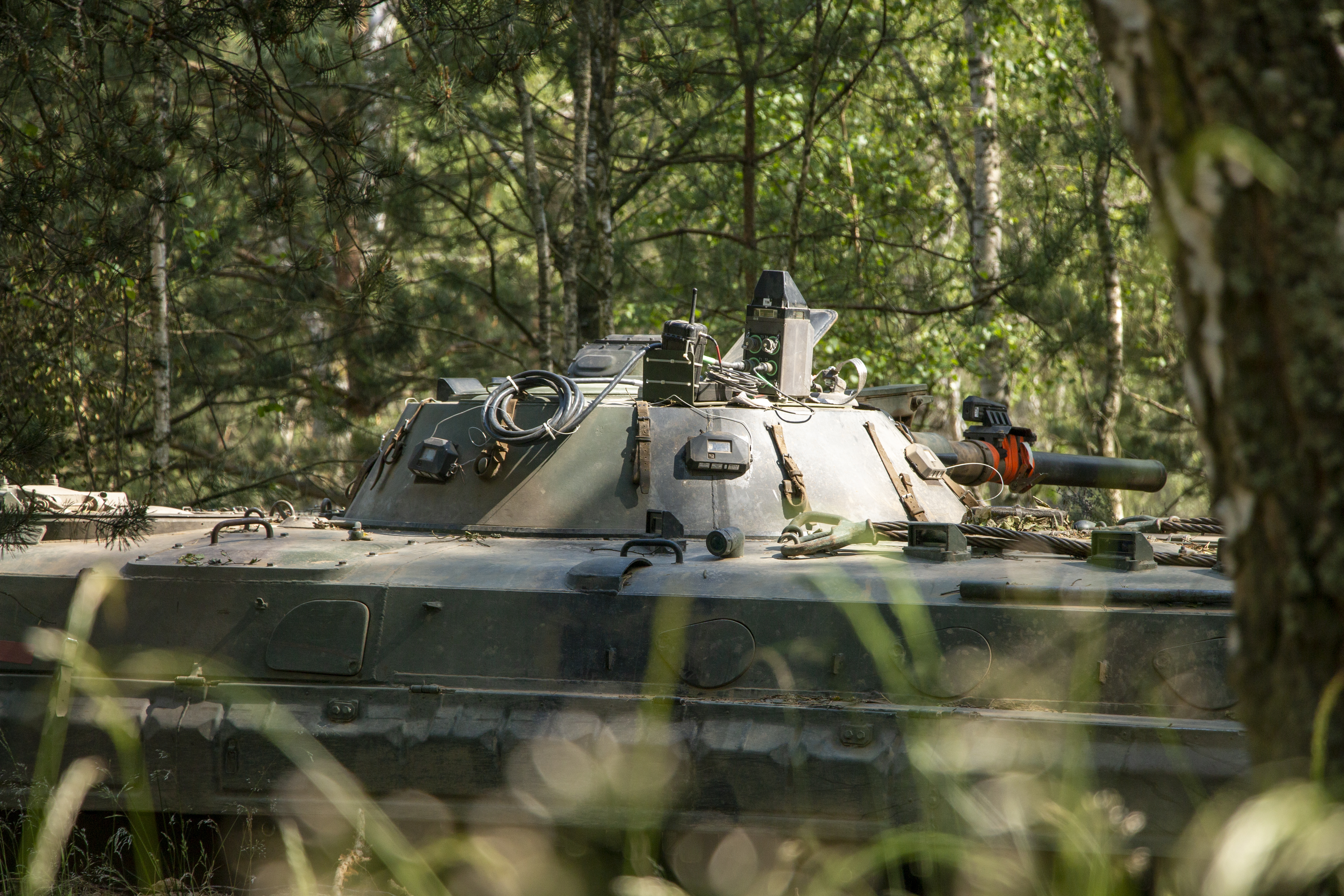
2А28 польской БМП-1 во время учений в 2020 году.

## Объекты применения
- ГАЗ-50 — советская опытная колёсная боевая машина пехоты. Разработана в Нижнем Новгороде в конструкторском бюро Горьковского Автомобильного Завода
- Объект 19 — советская опытная колёсно-гусеничная боевая машина пехоты. Разработана в г. Рубцовске в конструкторском бюро Алтайского тракторного завода (АТЗ) совместно с ВА БТВ
- Объект 609 — советская опытная боевая машина пехоты. Разработана в г. Кургане в конструкторском бюро Курганского машиностроительного завода.
- Объект 676 — советская боевая разведывательная машина БРМ-1К. Разработана в ГСКБ-2 (главном специальном конструкторском бюро-2) на Челябинском тракторном заводе
- Объект 765 — первая советская серийная боевая машина пехоты БМП-1. Разработана в ГСКБ-2 (главном специальном конструкторском бюро-2) на Челябинском тракторном заводе
- Объект 911 — советская опытная колёсно-гусеничная боевая машина пехоты. Разработана в г. Волгограде в конструкторском бюро Волгоградского тракторного завода (ВгТЗ)
- Объект 911Б — советский опытный плавающий лёгкий танк 1960-х годов.
- Объект 914 — советская опытная боевая машина пехоты. Разработана в г. Волгограде в конструкторском бюро Волгоградского тракторного завода (ВгТЗ)
- Объект 915 — первая советская серийная боевая машина десанта БМД-1. Разработана в г. Волгограде в конструкторском бюро Волгоградского тракторного завода (ВгТЗ)
- Объект 1200 — советская опытная боевая машина пехоты. Разработана в г. Брянске в конструкторском бюро Брянского Автомобильного Завода (БАЗ)

## Модификации
На базе орудия 2А28 было разработано орудие 2А41 «Зарница» с удлинённым стволом для установки в опытных боевых машинах пехоты Объект 768 и Объект 681.